# Mavricij Rus
Mavricij Rus, slovenski zdravnik in publicist, * 12. avgust 1879, Matenja vas, † 22. marec 1977, Ljubljana.
Rus je leta 1903 diplomiral na dunajski medicinski fakulteti. Po končanem študiju se je zaposlil v novomeški bolnišnici, se kmalu preselil v Ljubljano, kjer je bil 4 leta pomočnik primarija na dermatološkem oddelku ljubljanske bolnišnice, od 1909 pa prvi šolski zdravnik v Ljubljani; od 1929-1945 pa mestni fizik.
Rus je bil leta 1901 med organizatorji študentskega shoda na Dunaju, na katerem so zahtevali ustanovitev slovenske univerze. Kot zdravnik se je ukvarjal tudi s  proučevanjem  zgodovine zdravstva. Leta 1909 je napisal prvo poročilo o šolskem zdravstvu v Sloveniji. (Vpeljava šolskih zdravnikov v Ljubljani) Leta 1912 se je udeležil 1. balkanske vojne. V letih 1918-1919 je bil predsednik slovenskega zdravniškega društva, 1927-1934 pa predsednik Zdravniške zbornice za Dravsko banovino. Kot mestni fizik je pisal izčrpna poročila o zdravstvenem stanju v Ljubljani, poljubne in stokovne članke pa je objavljal v mnogih revihah.